# Stories (아비치의 음반)

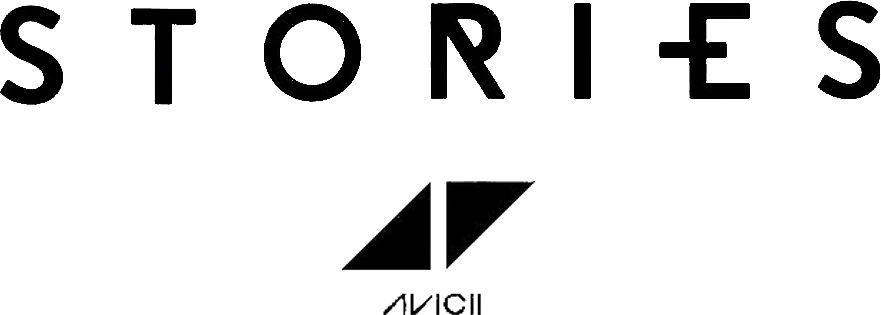

Stories는 스웨덴 DJ 아비치의 두번째 정규 앨범이다. 2015년 10월 2일에 PRMD, 라바 레코드, Sony Music의 Epic Records를 통해 발매되었다.